# Еинџел Фајер (Њу Мексико)
Еинџел Фајер (енгл. Angel Fire) град је у америчкој савезној држави Њу Мексико.

## Демографија
По попису из 2010. године број становника је 1.216, што је 168 (16,0%) становника више него 2000. године.
| Група             | 2000.       | 2010.       |
| Белци             | 879 (83,9%) | 965 (79,4%) |
| Афроамериканци    | 2 (0,2%)    | 5 (0,4%)    |
| Азијати           | 10 (1,0%)   | 11 (0,9%)   |
| Хиспаноамериканци | 127 (12,1%) | 211 (17,4%) |
| Укупно            | 1.048       | 1.216       |